# Particular Hatred
Particular Hatred – debiutancki minialbum polskiej grupy muzycznej Iperyt. Wydawnictwo ukazało się 1 sierpnia 2005 roku nakładem wytwórni muzycznej Agonia Records. Nagrania zostały zarejestrowane w Post Street Studio w 2005 roku.

## Lista utworów
Opracowano na podstawie materiału źródłowego.
1. "The Black Emperor" - 03:53
2. "A.V.M.D." - 	04:11
3. "Particular Hatred" - 04:34
4. "Experimentum Crucis" - 03:59

## Twórcy
Opracowano na podstawie materiału źródłowego.
| - People Hater - wokal - Hellhound - gitara, oprawa graficzna - Black Messiah - gitara - Abuser - gitara basowa | - The Schocker - syntezatory, programowanie - Klaudiusz Witczak - oprawa graficzna - Joanna Nowicka - zdjęcia |